# Sippanondha Ketudat
Sippanondha Ketudat (Thai: สิปปนนท์ เกตุทัต, * 23. Februar 1931; † 16. Juli 2006 in Bangkok) war ein thailändischer Physiker und Politiker, der als langjähriger Bildungs- und Industrieminister von Thailand gewirkt hat. Auch war er federführend für die thailändische Bildungsreform sowie für die Erschließung der Ostküste des Landes für die Gewinnung von Erdöl.

## Leben
Sippanondha studierte nach seiner Schulausbildung an der Triam Udom Suksa-Schule und seinem Abschluss an der Dhurakij Pundit University in Bangkok an der University of California, Los Angeles (Bachelor-Abschluss 1953) und an der Harvard-Universität, an der er 1957 im Fach Kernphysik promovierte. Anschließend machte er eine umfassende Karriere in der akademischen Verwaltung, der Regierung, der Politik, der Industrie und im Geschäftssektor. Sippanondha Ketudat starb am 16. Juli 2006 im Sirirat-Krankenhaus in Bangkok an Knochenkrebs.

## Arbeit
Sippanondha diente seinem Land in zahlreichen Funktionen. Er war unter anderem
- Mitglied des Parlaments (1973–1975)
- Bildungsminister (1980–1981)
- Industrieminister (1985–1986)
- Senator (1983–1989, 1996–2000)
- Gründungspräsident der National Petrochemical Corporation
- Vorsitzender des Instituts für die Förderung der Lehre in Wissenschaft und Technologie
- Professor für Physik an der Chulalongkorn-Universität (1958–1971)
- Mitglied in zahlreichen Kuratorien thailändischer und ausländischer Universitäten (u. a. Dhurakij Pundit University, United Nations University und der Universidad Autónoma de Guadalajara (Mexiko)) sowie zwischen 1976 und 1982 des Asian Institute of Technology (Bangkok)
- Präsident der Grundsatzkommission des Thailand Research Fund

## Wirkung
- Sippanondha erhielt zeit seines Lebens neun Ehrendoktorwürden von thailändischen Universitäten und Lehrinstituten.
- Der Sippanondha-Preis wird von der Sippanondha-Ketudat-Stiftung, dem National Institute of Educational Testing Service und der Thai Academy of Science and Technology jährlich an die besten Absolventen des landesweiten Bildungstests O-NET vergeben.